# 石川真衣
石川 真衣（いしかわ まい、1991年2月11日 - ）は、三重県出身の元女子バスケットボール選手である。ニックネームは「マイ」。ポジションはフォワード。

## 来歴
梅が丘ラビッツでバスケを始め、名張中学校、奈良文化高校、奈良産業大を経て、2013年に新潟アルビレックスBBラビッツ加入。
2015年引退、新潟アルビレックスBBラビッツ普及部コーチに就任。

## 経歴
- 奈良文化高校 - 奈良産業大 - 新潟（2013年〜2015年）